# Алби
Алби (фр. Albi) град је у Француској у региону Југ—Пиринеји, у департману Тарн. Налази се на реци Тарн, око 85 km североисточно од Тулуза. Стари епископски град око катедрале Св. Цецилије је 2010. увршћен на УНЕСКО листу Светске баштине.
По подацима из 2011. године број становника у граду је био 49.179, а густина насељености је износила 1111 ст/км².

## Историја
Француски краљ Филип II Август и папа Иноћентије III су се удружили 1208. и започели крсташки поход против катара који су развили своју верзију хришћанства. Овај рат се звао и Албижански поход, јер је град Алби био један од катарских центара, и пошто је црквени сабор из 1176, који је прогласио катаре јеретицима, одржан близу Албија. Страдање катара је било интензивно и многи су спаљени на ломачи.

## Географија

### Клима
| Клима (Алби)                | Клима (Алби) | Клима (Алби) | Клима (Алби) | Клима (Алби) | Клима (Алби) | Клима (Алби) | Клима (Алби) | Клима (Алби) | Клима (Алби) | Клима (Алби) | Клима (Алби) | Клима (Алби) | Клима (Алби) |
| Показатељ \ Месец           | .Јан.        | .Феб.        | .Мар.        | .Апр.        | .Мај.        | .Јун.        | .Јул.        | .Авг.        | .Сеп.        | .Окт.        | .Нов.        | .Дец.        | .Год.        |
| --------------------------- | ------------ | ------------ | ------------ | ------------ | ------------ | ------------ | ------------ | ------------ | ------------ | ------------ | ------------ | ------------ | ------------ |
| Апсолутни максимум, °C (°F) | 19,5 (67,1)  | 24,7 (76,5)  | 28,3 (82,9)  | 29,9 (85,8)  | 33,5 (92,3)  | 38,8 (101,8) | 40,8 (105,4) | 41,4 (106,5) | 36,4 (97,5)  | 31,4 (88,5)  | 25,2 (77,4)  | 21,0 (69,8)  | 41,4 (106,5) |
| Средњи максимум, °C (°F)    | 9,4 (48,9)   | 11,2 (52,2)  | 14,7 (58,5)  | 17,4 (63,3)  | 21,6 (70,9)  | 25,5 (77,9)  | 28,7 (83,7)  | 28,4 (83,1)  | 24,7 (76,5)  | 19,7 (67,5)  | 13,2 (55,8)  | 9,8 (49,6)   | 18,7 (65,7)  |
| Просек, °C (°F)             | 5,4 (41,7)   | 6,4 (43,5)   | 9,3 (48,7)   | 11,8 (53,2)  | 15,9 (60,6)  | 19,6 (67,3)  | 22,3 (72,1)  | 22 (72)      | 18,5 (65,3)  | 14,6 (58,3)  | 9 (48)       | 6 (43)       | 13,4 (56,1)  |
| Средњи минимум, °C (°F)     | 1,4 (34,5)   | 1,7 (35,1)   | 3,8 (38,8)   | 6,2 (43,2)   | 10,2 (50,4)  | 13,6 (56,5)  | 15,8 (60,4)  | 15,6 (60,1)  | 12,3 (54,1)  | 9,5 (49,1)   | 4,9 (40,8)   | 2,1 (35,8)   | 8,1 (46,6)   |
| Апсолутни минимум, °C (°F)  | −20,4 (−4,7) | −12,0 (10,4) | −9,8 (14,4)  | −2,9 (26,8)  | −0,2 (31,6)  | 4,3 (39,7)   | 6,5 (43,7)   | 4,9 (40,8)   | 1,0 (33,8)   | −2,7 (27,1)  | −9,4 (15,1)  | −10,5 (13,1) | −20,4 (−4,7) |
| Количина падавина, mm (in)  | 55,9 (22,01) | 53,1 (20,91) | 51,5 (20,28) | 82 (32,3)    | 79,9 (31,46) | 64,4 (25,35) | 40,6 (15,98) | 55,9 (22,01) | 57,1 (22,48) | 65,4 (25,75) | 60 (23,6)    | 65,1 (25,63) | 550 (216,5)  |
| [ тражи се извор ]          |              |              |              |              |              |              |              |              |              |              |              |              |              |

## Демографија
| 1962.  | 1968.  | 1975.  | 1982.  | 1990.  | 2011.  |
| ------ | ------ | ------ | ------ | ------ | ------ |
| 38.709 | 42.930 | 46.162 | 45.947 | 46.579 | 49.179 |

## Градови побратими
- Ђирона
- Пало Алто
- Абомеј